# Landen Groep
De Landen Groep (sic) is een lithostratigrafische eenheid (een "groep" van gesteentelagen) in de Belgische ondergrond. De groep bestaat uit twee formaties uit het Thanetien (Laat-Paleoceen) tot Ypresien (Vroeg-Eoceen). De Landen Groep is genoemd naar de plaats Landen in Vlaams-Brabant.

## Onderverdeling
De Landen Groep wordt onderverdeeld in twee formaties:
- De Formatie van Hannut, een afwisseling van mariene kleien, zanden en kalken
- De Formatie van Tienen, een lagunair-continentale afwisseling van klei, zand en bruinkool, waarin belangrijke vondsten van fossielen gedaan zijn.

Beide formaties komen voor in de ondergrond van vrijwel het hele noorden van België. Ze dagzomen alleen in de provincie Henegouwen.

## Stratigrafie
De Landen Groep ligt meestal boven op de formaties van Bertaimont of Heers (mariene mergels, zanden en kleien met een Selandien tot Thanetien ouderdom). Boven op de Landen Groep liggen afzettingen uit de Ieper Groep. Dit zijn mariene kleien en zanden uit het Ypresien.
De Landen Groep komt niet geheel overeen met de Formatie van Landen in Nederland. Deze Nederlandse formatie draagt dan wel dezelfde naam als de Belgische groep, maar bevat naast lagen die correleren met de Landen Groep ook lagen die correleren met de Belgische formaties van Opglabbeek en Heers.